# Las Praderas
För orten i Mexiko med samma namn, se Las Praderas, Mexiko
Las Praderas, med  5 662 invånare (2005), är centralorten i kommunen Santa María de Pantasma i departementet Jinotega, Nicaragua. Den ligger vid floden Río Pantasma i den bergiga centrala delen av landet, 50 kilometer norr om Jinotega.<